# Štefan Füle
Štefan Füle (n. 24 mai 1961, în Sokolov, Cehoslovacia) este un politician ceh, comisar european pentru extindere din 9 februarie 2010 până în 2014.

## Biografie
Între 1980-1981 a studiat filosofia la Universitatea Carolină și, în perioada 1981-1986, a continuat studiile la Institutul de Stat de Relații Internaționale din Moscova.

## Carieră diplomatică
A activat în Departamentul pentru relațiile cu Organizația Națiunilor Unite, al Ministerului Afacerilor Externe al Cehoslovaciei, au luat parte la programul de dezarmare al ONU, între 1990-1995 a fost prim-secretar al delegației Cehoslovace (mai târziu - cehă) la ONU. Între 1995-1996, a condus Departamentul pentru relațiile cu Organizația Națiunilor Unite, al Ministerului Afacerilor Externe al Republicii Cehe, între 1996-1998 conduce Departamentul de politică de securitate în aceeași organizație. În perioada anilor 1998-2001, este ambasodor al Republicii Cehe în Lituania, 2003-2005, ambasador în Regatul Unit, între 2005-2009 este reprezentant permanent al Republicii Cehe la NATO.

## Comisar european
Füle a îndeplinit funcția de ministru pentru afaceri europene în guvernul temporar al lui Jan Fischer în 2009. Pe 9 februarie 2010  a intrat în a doua președinție a Comisiei Europene, sub conducerea lui José Manuel Barroso, înlocuindu-l pe Vladimír Špidla, care anterior a reprezentat Republica Cehă în cadrul Comisiei Europene.